# Luis Balaguer Núñez
Luis Balaguer Núñez (Madrid, 23 de marzo de 1964 - Madrid, 19 de marzo de 2014) fue un biólogo español. Se especializó en líquenes y plantas mediterráneas.
Doctor en Ciencias Biológicas, especialidad Botánica (1992) por la Universidad Complutense de Madrid (UCM). 
Durante sus estudios académicos obtuvo el Primer Premio Internacional Príncipe de Asturias para Jóvenes Investigadores (1980) y  el segundo puesto en el Premio Internacional para Jóvenes Investigadores de la Naturaleza (1986). 
Profesor universitario de carrera desde 2002 en la Facultad de Ciencias Biológicas (UCM), donde realizó la mayor parte de su docencia e investigación.  Se inició profesionalmente en el mundo de la botánica a partir de sus tesis en la ecofisiología de líquenes (Umbilicaria) de la mano de Leopoldo García Sancho. Posteriormente realizó sus tesis doctoral sobre bioindicación de la contaminación atmosférica con líquenes epífitos bajo la dirección de Esteban Manrique Reol. 
En su periodo posdoctoral destacan dos estancias en el extranjero, en la University of Newcastle upon Tyne (Reino Unido) y en la University of Lorraine (Nancy, Francia), en las que investigó durante el primer año en el Departamento de Biología Ambiental los efectos del ozono troposférico en los vegetales, incluidos los líquenes, y su interacción con otros contaminantes en colaboración con los Profs. Alan Davison y Jeremy Barnes (1993) y en el Departamento de Ecología y Ecofisiología con el Prof. Pierre Dizengremel (1994). En ambas universidades también disfrutó de estancias breves predoctorales. Poco después derivó su investigación al estudio ecofisiológico de leñosas mediterráneas línea en la que codirigió, junto con el Prof. Esteban Manrique, su primera tesis doctoral 
realizada por Elsa Martínez Ferri. Además, lideró dos proyectos del ministerio de Educación y Ciencia de España y dirigió tres tesis doctorales sobre ecofisiología del olivo y el acebuche (Olea europaea), dos de ellas codirigidas con el Prof. Pablo Vargas a Rafael Rubio de Casas y Carlos García Verdugo. Gracias a todo esto publicó más de 60 artículos en revistas internacionales. Definió sus líneas de investigación dentro de ecología evolutiva de especies vegetales y restauración ecológica de espacios degradados. Sin duda, fue también conocido en el mundo académico por sus excelente capacidad como docente destacando las clases en restauración de la cubierta vegetal. Estas lecciones las combinó con investigación en restauración ecológica, gracias a sus contratos con la compañía constructora OHL. Un libro sobre esta disciplina en coautoría con el Prof. James Aronson del Centro de Ecología Funcional y Evolutiva (CNRS) en Montpellier (Francia) no llegó a ver la luz.

## Obra
(Selección)
- Valladares F., Martínez-Ferri E., Balaguer L., Pérez-Corona E., Manrique E. (2000) Low leaf-level response to light and nutrients in Mediterranean evergreen oaks: A conservative resource-use strategy? New Phytologist, 148 (1) , pp. 79-91.
- Barnes, J.D., Balaguer, L., Manrique, E., Elvira, S., & Davison, A.W. (1992) A reappraisal of the use of DMSO for the extraction and determination of chlorophylls a and b in lichens and higher plants. Environmental and Experimental Botany, 32: 85-100